# Бобрулько, Дарья Олеговна
Дарья Олеговна Бобрулько (род. 18 июля 1999 года, Мариуполь, Донецкая область, Украина) — украинская, а впоследствии российская спортсменка (вольная борьба). Многократная призёрка чемпионатов России. Мастер спорта России.

## Биография
Дарья родилась 18 июля, 1999 года в Мариуполе, Донецкая область, Украина. Начала заниматься борьбой с 2011 года. Ее первым тренером являлся Андрей Ефремов.

## Спортивная карьера (в составе Украины)

### 2011
В 2011 году она участвовала на кубке "Армавира", который прошел в Краснодарском крае, Россия и стала первой в весовой категории до 46 кг.

### 2012
В начале 2012 году стала победительницей турнира памяти заслуженного тренера Украина Петра Стуса в городе Ковель Волынской области. Месяцем позже, она стала второй на турнире памяти Леонида Дуная в Харькове. В марте этого же года стала победила на турнире памяти Игоря Первачука во Львове. В апреле, в Мариуполе прошел турнир памяти двухкратного чемпиона мира советского борца Михаила Харачура, где Дарья заняла первое место.

### 2013
31 января, на турнире памяти Леонида Дуная Дарья стала второй. В апреле снова выиграла турнир памяти Михаила Харачура в весовой категории до 49 килограмм.

### 2014
24 июня, она победила на международном турнире памяти выдающихся борцов и тренеров Украины во Львове в весе до 57 кг. 5 ноября, она стала чемпионкой Украины среди кадетов, который проходил в Ивано-Франковске, она взяла вверх во всех четырех схватках в весовой категории до 57 килограмм. В декабре на турнире памяти Богдан Хмельницкого взяла первое место .

## Спортивная карьера (в составе России)

### 2015
В связи с боевым действиями на юго-востоке Украины, Дарья приняла решение переехать в Брянск и сменила гражданство с украинского на российское. В новом зале "Локомотив" под новым тренером Николаем Козловом, Дарья раскрылась, ее борьба преобразилась, она стала более атакующим и рискованным борцом. В апреле, она дебютировала на первенстве России среди кадетов и сразу же взяла золотую медаль. В ноябре, она победила на фестивале борьбы посвящённого памяти Ивана Ярыгина в Салавате.

### 2016
В апреле Дарья выступила на первенстве России среди кадетов в Абакане и стала первой. В декабре, она дебютировала на взрослом кубке России в Чувашии, но проиграла чемпионки России Юлии Алборовой.

### 2017
В мае, Бобрулько перешла на юниорский уровень и отобралась на первенство России, победив на Центральном федеральном округе. На первенстве России, который проходил в Гулькевичи (Краснодарский край), она выступила успешно, победив в финале Наталью Волжанину из Кемеровской области в категории до 59 кг.

### 2018
Этот год выдался удачным для Дарьи, она финишировала второй на первенстве России среди юниоров до 62 кг. После данного первенства России, тренерской штаб принял решение дать шанс Дарьи выступить на первенстве Европы в Италии, где она добыла для сборной России бронзовую медаль. Так же она выступила на первенстве мира в Словакии и так же завоевала бронзовую медаль. В июле стала победительницей международного турнира в Турции. В августе, она выступила на взрослом чемпионате России в Смоленске и сенсационно финишировала на третьем месте.

### 2019
В марте, Дарья стала третьей на чемпионате России в Улан-Удэ (Бурятия) и была отобрана на чемпионат Европы до 23 лет в Сербии, где выиграла бронзовую медаль. В августе неудачно дебютировала на чемпионате мира до 23 лет в Эстонии. В конце 2019 ей было присвоено звание мастера спорта России по вольной борьбе, так же она вошла в топ-10 лучших спортсменов Брянской области 2019 года.

### 2021
В мае снова финишировала третьей на чемпионате России

### 2022
В январе выступила на гран-при Ивана Ярыгина, но не смогла добиться успеха, затем стала третьей на чемпионате России в Наро-Фоминске (Московская область). В июле, она стала второй на турнире памяти Героя Советского Союза Николай Королева в Могилёве, Беларусь.

### 2023
Летом неудачно выступила на чемпионате России в весе до 62 кг. В ноябре стала бронзовой медалисткой гран-при "Александр Медведь" в весе до 59 кг, который прошёл в Минске.

### 2024
В конце январе пришла третьей на Кубке Ивана Ярыгина в Красноярске.

## Спортивные достижения
- 2018 Первенство Европы среди юниоров — ;
- 2018 Первенство мира среди юниоров — ;
- 2019 Чемпионат Европы до 23 лет — ;
- 2018, 2019, 2021, 2022 Чемпионат России — ;
- 2023 Гран-при Александр Медведь — ;
- 2024 Кубок Ивана Ярыгина — ;